# Swami (film)
Pour l’article ayant un titre homophone, voir Swâmi.
Swami est un film indien en hindi réalisé par Basu Chatterjee sur un scénario de Saratchandra Chattopadhayay et une musique de Rajesh Roshan, sorti en 1977. 

## Synopsis
Saudamini (Shabana Azmi) est une fille de la campagne passionnée de littérature et de philosophie. Son oncle (Utpal Dutt) encourage son côté intellectuel, et la pousse à faire des études, alors que sa mère (Sudha Shivpuri), une veuve confite en dévotion, ne pense qu'à la voir mariée le plus tôt possible. Mini commence une histoire d'amour avec son voisin (Vikram), étudiant à Calcutta. Mais elle contrainte d'épouser un céréalier (Girish Karnad).

## Distribution
- Shabana Azmi : Mini
- Vikram : Naren
- Girish Karnad : Ghanshyam
- Utpal Dutt : l'oncle de Mini
- Hema Malini : danseuse
- Dharmendra : danseur

## Récompenses
- Filmfare Awards 1977 de la meilleure actrice :  Shabana Azmi ;
- Filmfare Award 1977 du meilleur réalisateur : Basu Chatterjee ;
- Filmfare Award 1977 de la meilleure histoire : Saratchandra Chattopadhayay.